# 戈登 (伊利諾伊州)
戈登（英語：Gordon）是位於美國伊利諾伊州克勞福德縣的一個非建制地區。該地的面積和人口皆未知。

## 地理
戈登的座標為39°00′29″N 87°41′05″W / 39.00806°N 87.68472°W，而該地的平均海拔高度為148米（即486英尺）。